# Partito Ungherese del Cane a Due Code
Il Partito Ungherese del Cane a Due Code (in ungherese Magyar Kétfarkú Kutya Párt, MKKP) è un partito politico satirico ungherese fondato nel 2006, ma registrato ufficialmente solo a partire dal 2014.
La scelta del nome del partito, come spiegato dal suo leader Gergely Kovács, deriva dal detto inglese "quando un cane è felice scodinzola la coda così velocemente che sembra averne due". L'obiettivo principale del partito è dunque quello di portare positività e di stemperare i toni della politica ungherese attraverso il ricorso all'ironia.
Nei suoi primi anni di vita l'MKKP ha svolto prevalentemente attività di street art e graffitismo, che costituivano la vocazione libertaria e la propensione per la libertà d'espressione del partito.

## Storia

### La fondazione del partito e la successiva registrazione ufficiale

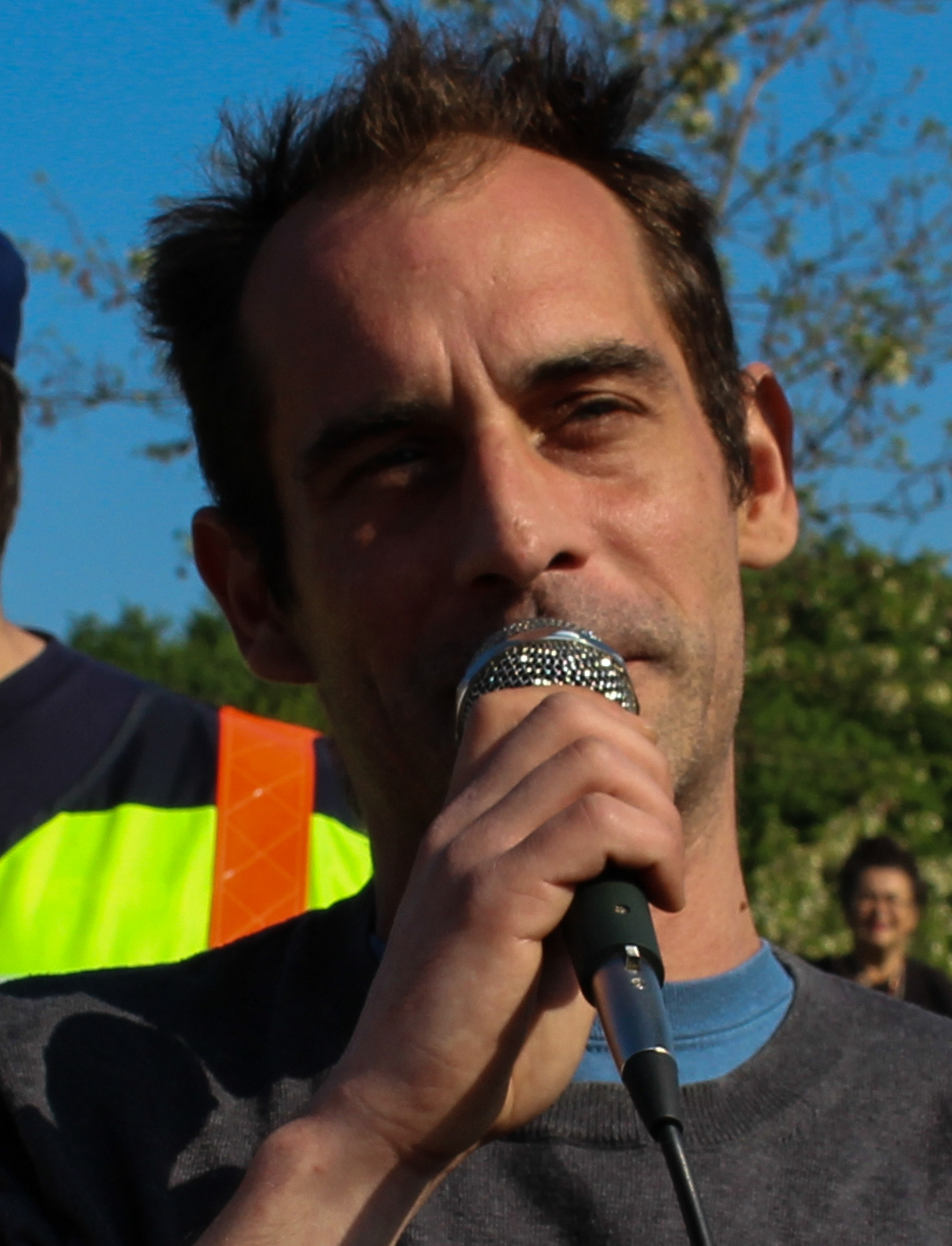
Il leader del partito Gergely Kovács.

Il Partito Ungherese del Cane a Due Code (MKKP) venne fondato a Szeged nel 2006. In occasione delle elezioni nazionali e locali del 2006 tutti i candidati del partito si chiamavano Nagy István ("Nagy" e "István" sono il cognome e il nome più comuni in Ungheria).
Nel suo programma elettorale il partito promette vita eterna, pace nel mondo, una settimana lavorativa di un giorno, due tramonti al giorno (in colori assortiti), gravità inferiore, birra gratis e meno tasse. Fra le altre promesse elettorali vi è anche la costruzione di una montagna nella Grande pianura ungherese. La maggior parte dei manifesti elettorali del partito presentano il candidato István Nagy, che è un cane a due code, con lo slogan "È così carino, sicuramente non ruberà".
Il 20 giugno 2009, l'MKKP ha tenuto una protesta "generale" con circa trecento partecipanti davanti all'Istituto centrale di statistica ungherese (KSH) per chiedere "Domani dovrebbe essere ieri!", "Guarda stupido!" ecc., con un canto di "Cosa vogliamo? Niente! Quando lo vogliamo? Mai!".
Nel 2010, il partito ha annunciato una propria candidatura alla carica di sindaco di Budapest con una campagna elettorale incentrata sullo slogan "Lascia che sia tutto migliore!". Tra gli altri slogan ironici della campagna elettorale vi erano "Più tutto, meno niente!", "Vita eterna, birra gratis, detrazione fiscale!" e "Promettiamo qualsiasi cosa!". A Erzsébetváros (Distretto VII di Budapest), il candidato sindaco del partito era il noto cabarettista Dániel Mogács, che ha svolto una serie di azioni di sensibilizzazione durante il periodo della campagna elettorale, inclusa una surreale intervista con la conduttrice televisiva Olga Kálmán. Tuttavia, nessuno dei candidati è stato in grado di raccogliere il numero di firme necessario per partecipare alle elezioni. In base al suo programma economico, l'MKKP intendeva sviluppare la stazione spaziale di Szeged in uno spazioporto interplanetario, avviando l'esportazione di Puli in Giamaica. Il programma conteneva anche alcuni punti sull'ambiente, come riparare il buco dell'ozono e creare nuove specie per sostituire le specie estinte. Il partito ha anche proposto di stabilire relazioni commerciali con forme di vita extraterrestri e di aprire un ristorante ungherese su Marte per migliorare l'immagine del paese.
Dal 2013, il partito ha cercato di completare il processo di registrazione ufficiale, che la nuova legge elettorale ha reso obbligatorio, al fine di iniziare la sua campagna elettorale. La registrazione è stata rifiutata all'inizio del 2014, riferendosi alla "frivolezza" del partito. Tuttavia, nel luglio 2014, la Corte Suprema ha stabilito che non c'erano obiezioni contro la registrazione del partito e il processo di registrazione poteva continuare. L'MKKP è stato così ufficialmente registrato l'8 settembre 2014, solo 16 minuti prima della scadenza del termine per la nomina dei candidati per le elezioni locali del 2014. Per tale motivo il partito non poté partecipare alle elezioni che si svolsero quell'anno.

### La propaganda del partito in occasione del referendum contro la redistribuzione dei migranti del 2016

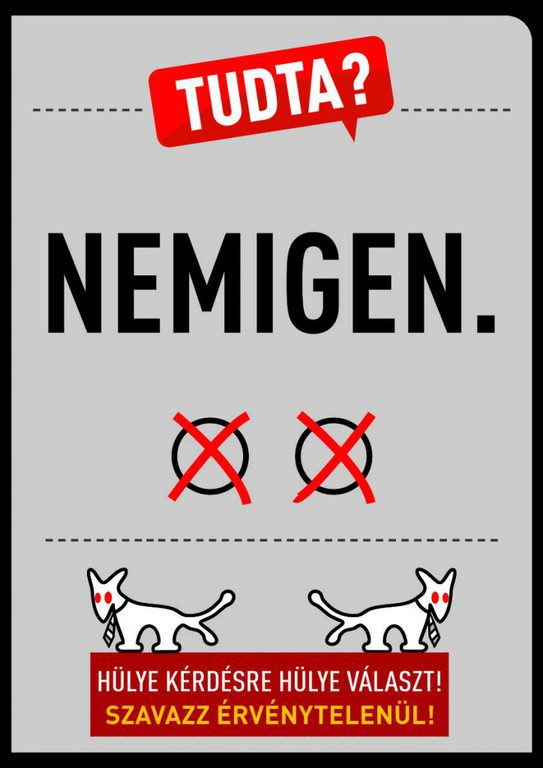
Manifesto del MKKP che invita ad invalidare il voto al referendum sulla redistribuzione dei migranti del 2016.

Nel giugno 2015, il terzo governo Orbán lanciò una campagna di manifesti contro l'immigrazione durante l'intensificarsi della crisi dei migranti in Europa. In risposta, l'MKKP e il blog Vastagbőr chiesero congiuntamente una "campagna anti-anti-immigrazione" e raccolsero più di 33 milioni di fiorini (dieci volte l'importo previsto) dai sostenitori per allestire circa 800 cartelloni pubblicitari con slogan ironici e divertenti in ungherese e inglese, consistenti in caricature dei messaggi del governo guidato da Viktor Orbán, come "Scusa per il nostro Primo Ministro" e "Sentiti libero di venire in Ungheria, lavoriamo già in Inghilterra!".
Il Partito del Cane a Due Code fu strettamente coinvolto nella campagna durante il referendum sulle quote dei migranti dell'ottobre 2016, deridendo i messaggi e le frasi anti-immigrati del governo. Il partito spese 100.000 euro di donazioni volontarie di circa 4.000 persone per i loro manifesti con slogan satirici, come "Sapevi che c'è una guerra in Siria?", "Sapevi che un milione di ungheresi vuole emigrare in Europa?", "Lo sai? Gli autori della maggior parte dei casi di corruzione sono i politici" e "Lo sapevi? Durante le Olimpiadi, il pericolo maggiore per i partecipanti ungheresi veniva dai concorrenti stranieri". Il leader del partito Gergely Kovács dichiarò a BBC News che "Quello che possiamo fare è un appello ai milioni di persone in Ungheria che sono sconvolti dalla campagna governativa. Vogliamo che sappiano che non sono soli". Così il partito ha chiesto al popolo di invalidare il voto. Il referendum alla fine è risultato nullo a causa della bassa affluenza alle urne e del 6,2% di voti (225.000) non validi.
Poco prima del referendum, il partito rese disponibile sul proprio sito web un'app mobile da poter utilizzare per scattare foto ai voti invalidati e pubblicarli in forma anonima. L'MKKP fu sanzionato con una multa di 832.000 fiorini per aver rilasciato l'app, poiché la pubblicazione di una scheda elettorale è illegale (anche se la pubblicazione con l'app avveniva in forma anonima). La multa venne successivamente ridotta a 100.000 fiorini dalla decisione della Curia secondo la quale la pubblicazione di schede elettorali anonime non violava la segretezza del voto, tuttavia si trattava di un uso improprio delle schede elettorali.
Contro tali sanzioni l'MKKP ha fatto ricorso alla Corte europea dei diritti dell'uomo. La Corte, con sentenza del 20 gennaio 2020, ha stabilito che le sanzioni dell'Ungheria nei confronti del Partito del Cane a Due Code hanno costituito una violazione dell'articolo 10 della CEDU.

### Partecipazione alle elezioni a partire dal 2018
L'MKKP ha preso parte alle elezioni parlamentari del 2018 ottenendo l'1,73% dei voti. In questa tornata elettorale il partito aveva tra i suoi candidati un pollo, un gorilla, un uomo invisibile e Babbo Natale.
Alle elezioni per il Parlamento europeo del 2019 il partito ha ricevuto il 2,62% dei voti, non ottenendo nemmeno in questa occasione alcun seggio. Le sue promesse in campagna elettorale includevano la costruzione di un cavalcavia sopra il paese per i rifugiati, l'apertura di sei negozi Nemzeti Dohánybolt fuori dall'Ungheria, l'introduzione della siesta obbligatoria e il divieto dell'Eurovision Song Contest.
Alle elezioni locali del 2019 il partito si è presentato in quattro distretti di Budapest (II., XII., XIV., XV.), riuscendo ad eleggere un proprio esponente in ciascun consiglio. Hanno anche sostenuto - ufficialmente o non ufficialmente - alcuni candidati sindaco, in particolare a Ferencváros e Szombathely. Dopo l'elezione, la neoeletta sindaca di Ferencváros Krisztina Baranyi ha nominato l'esponente dell'MKKP Zsuzsanna Döme come sua vice-sindaco.

## Risultati elettorali
| Elezione          | Voti    | %    | Seggi   |
| ----------------- | ------- | ---- | ------- |
| Parlamentari 2018 | 99.414  | 1,75 | 0 / 199 |
| Europee 2019      | 90.912  | 2,62 | 0 / 21  |
| Parlamentari 2022 | 169.567 | 3,28 | 0 / 199 |
| Europee 2024      | 163.960 | 3,59 | 0 / 21  |